# Louis Orvillirs
Louis Orvillirs, francoski admiral, * 1710, † 1792.